# Leucopis inserata
Leucopis inserata är en tvåvingeart som beskrevs av Tanasijtshuk 1986. Leucopis inserata ingår i släktet Leucopis och familjen markflugor. Inga underarter finns listade i Catalogue of Life.